# Храм Георгия Победоносца в Грузинах
Храм Великому́ченика Гео́ргия Победоно́сца в Грузи́нах (Георгиевская церковь) — православный храм в Пресненском районе Москвы. Относится к Центральному благочинию Московской епархии Русской православной церкви. Является духовным центром грузинской диаспоры в Москве, где ведутся службы на грузинском и русском языках по соглашению между патриархами Русской и Грузинской православных церквей.

## История

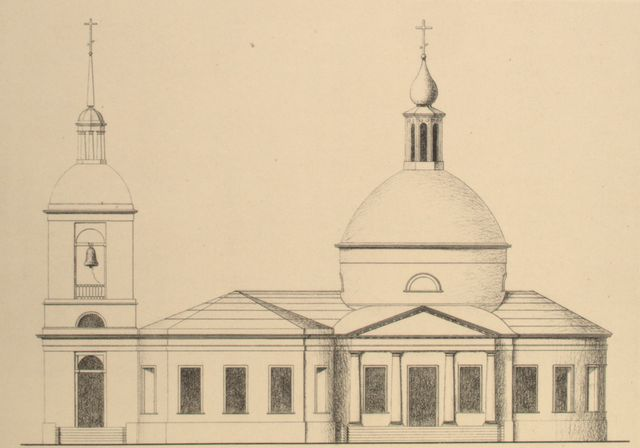

В 1725 году грузинский царь Вахтанг Леванович со свитой приехал в Москву, где Пётр II пожаловал ему деньги для строительства дворца. Около дворца выросла Грузинская слобода, где на средства сына Вахтанга, Георгия, в 1750 году была построена церковь. Для строительства было выбрано место недалеко от дворца царевича Георгия. Известно, что место было выбрано не случайно, так как на этом же месте стояла сгоревшая церковь Иоанна Богослова. Изначально была построена деревянная церковь, которую проверила специальная комиссия 4 апреля. 23 апреля 1750 года церковь освятил живший в России грузинский архиепископ Иосиф (Самебели). Первым настоятелем храма был назначен Дмитрий Петров.
6 января 1779 года деревянная церковь сгорела, а сохранённые церковные ценности передали на хранение близлежащему монастырю Покрова Богоматери. Девять лет спустя, 11 июня 1788 года грузинские семьи обратились к митрополиту Платону (Левшину) с просьбой разрешить строительство каменной церкви. 13 сентября разрешение было получено, и началось строительство новой каменной церкви. Известно, что к 1800 году паствой церкви было 894 человека, к 1833 году — 1143 человека, а к 1843 году уже 1372 человека. В 1870 году по проекту архитектора Николая Васильева была построена колокольня храма.

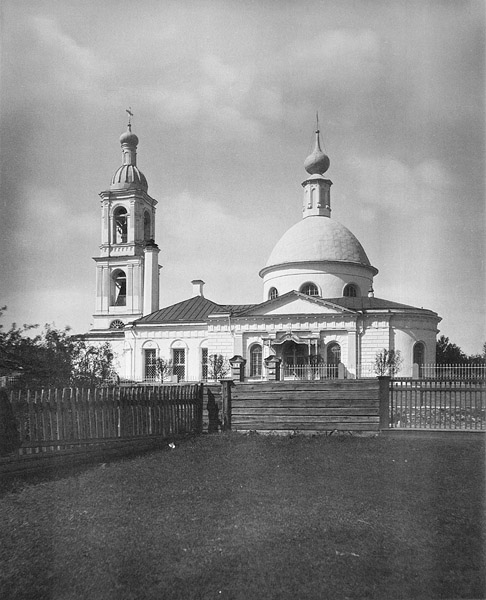
Храм до перестройки в 1895—1899 годах. Фотография из альбома Николая Найдёнова

В 1899 году по проекту архитектора Василия Сретенского была построена новая большая кирпичная церковь в русско-византийском стиле, примыкающая к старому зданию храма с востока. Она обслуживала русский приход, заметно увеличившийся в XIX веке, в то время как в старой церкви продолжали служить грузинские священники.
31 марта 1922 года по приказу правительства из церкви вынесли больше 150 кг золота и серебра. С колокольни сняли все девять колоколов, общий вес которых был больше 10 тонн.
В 1930 году церковь была закрыта, а здание перестроено: разобрана колокольня и глава, сооружены межэтажные перекрытия. Библиотека, вероятно, была увезена. С этого времени в церкви размещался вечерний электромеханический техникум имени Красина.
В 1993 году древняя часть храма была возвращена Церкви, новая часть осталась занята техникумом. С момента передачи верующим храма великомученика Георгия в Грузинах, согласно договорённости между Русской православной и Грузинской православной церквами, в этом храме, принадлежащем Московскому патриархату, служит также клирик Грузинской православной церкви.
В 2015 году техникум освободил здание храма. Трудами отца Вахтанга, старосты храма Гурешидзе, президента Союза грузин в России Михаила Хубутия и грузинской паствы была проведена реставрация

## Современность
В храме ведутся службы на церковно-славянском и грузинском языках. При церкви действует воскресная школа. Храм имеет статус патриаршего подворья. В настоящий момент настоятелем является протоиерей Феодор Кречетов — сын протоиерея Валериана Кречетова.
Здание церкви является памятником архитектуры регионального значения
Здание нового храма до сих пор находится в перестроенном и обезображенном виде. Крест на центральном куполе отсутствует, по углам можно увидеть останки разрушенных угловых колоколен.

## Фотогалерея

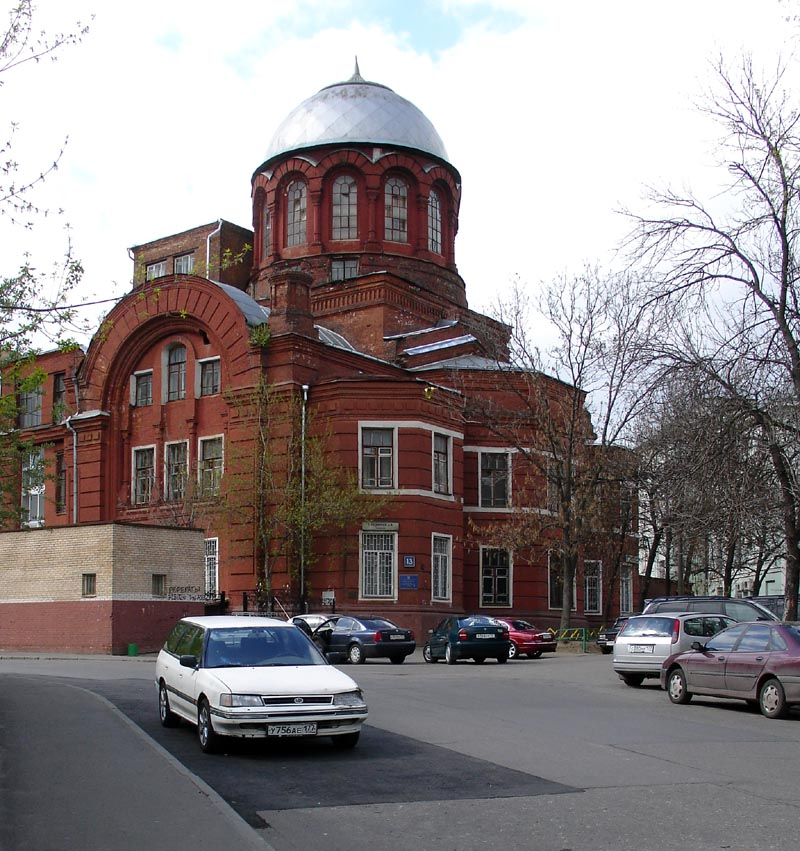
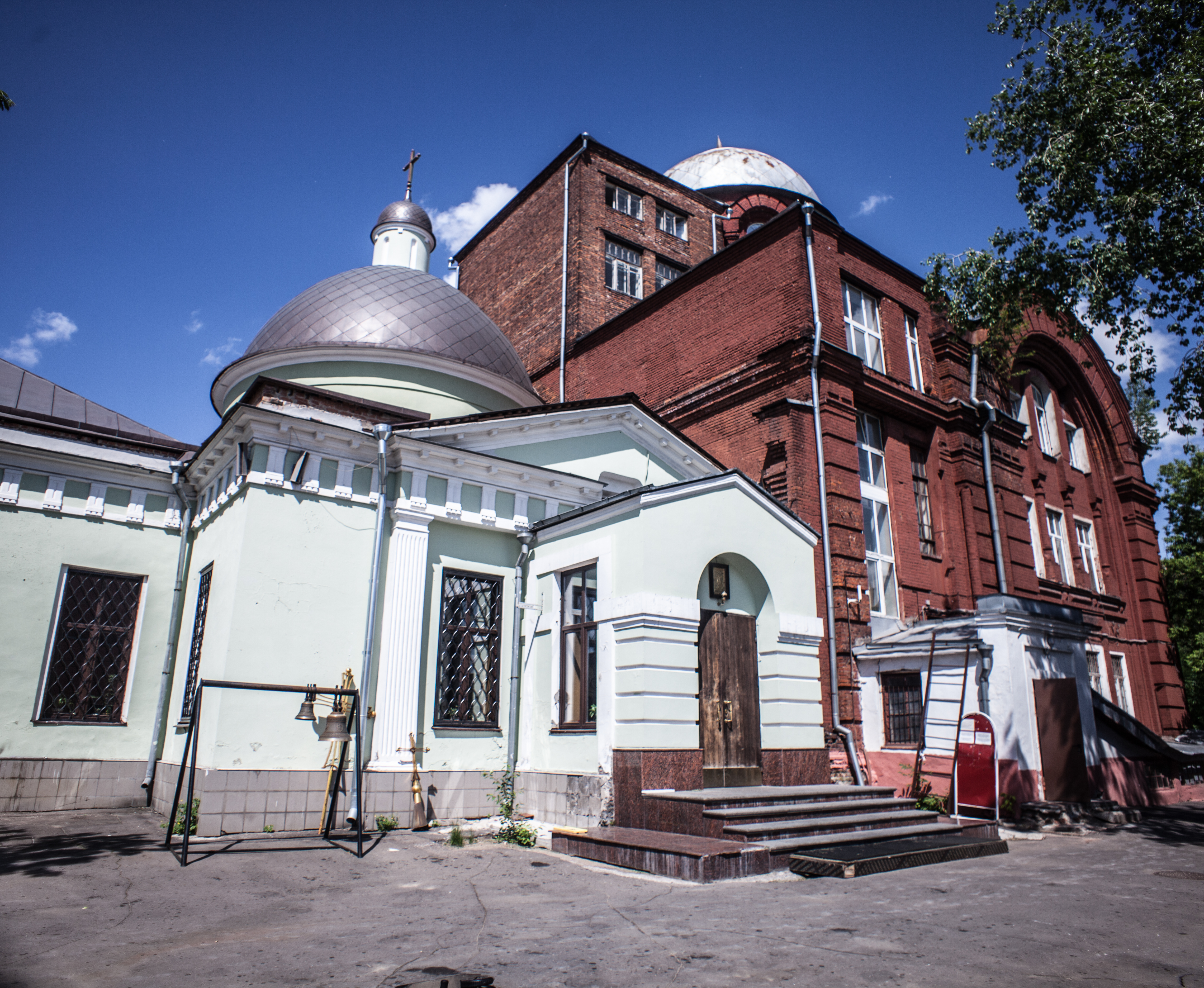
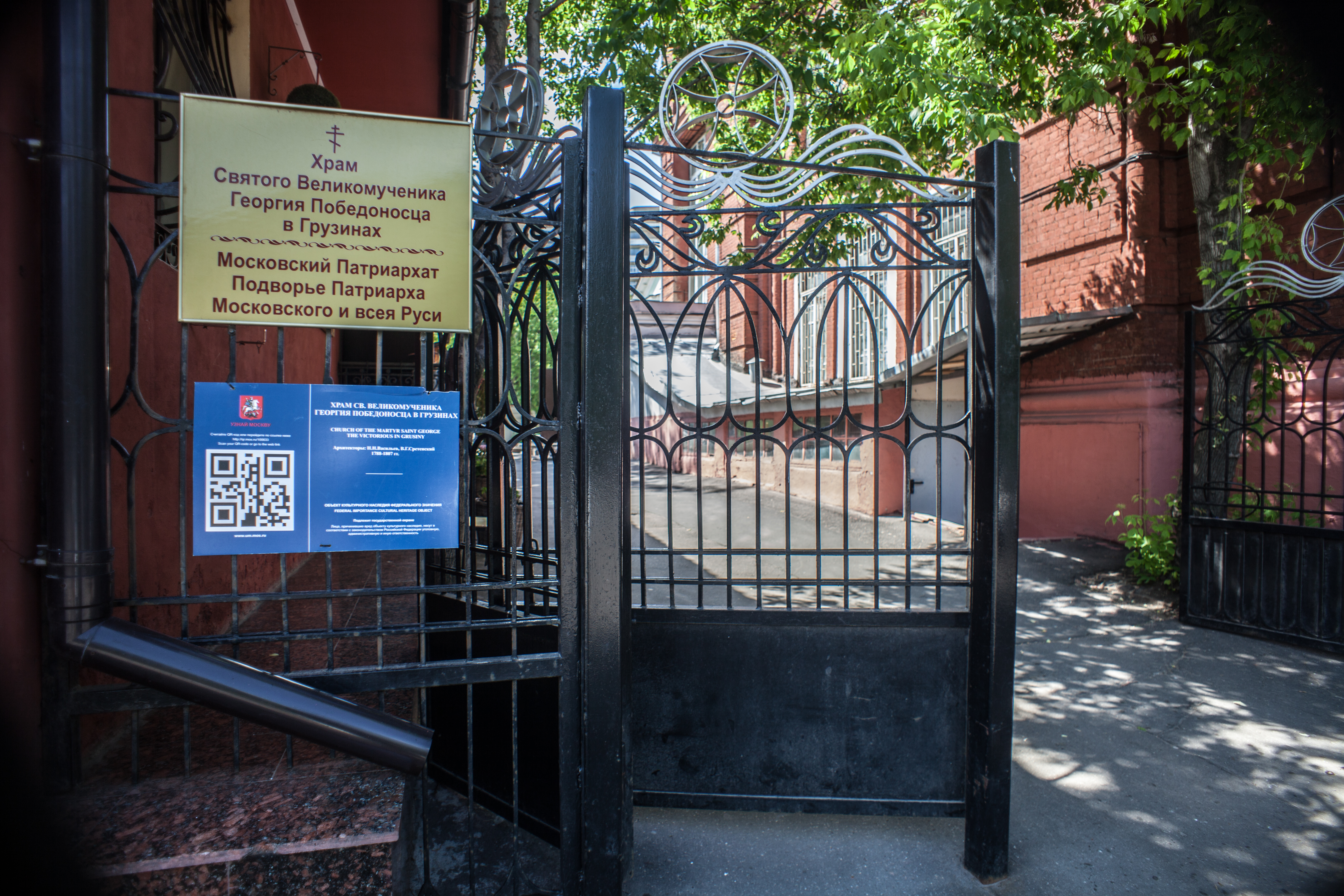
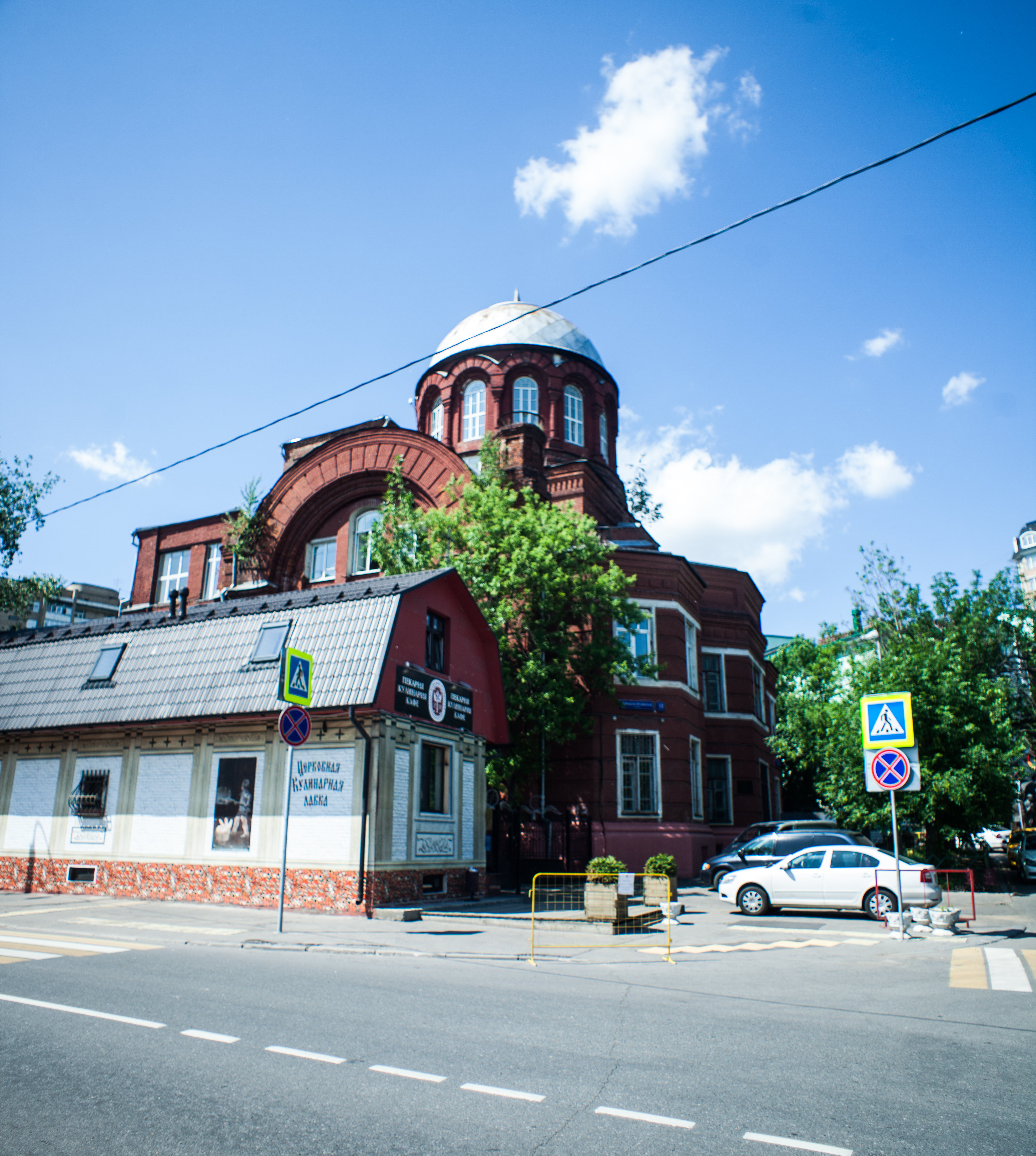

## Духовенство
- Настоятель храма — протоиерей Феодор Кречетов
- Протоиерей Кахабер Гоготишвили
- Священник Мирон Кантеладзе[6]

## Святыни храма
Икона великомученика Георгия Победоносца